# Scytodes seppoi
Espèce
Scytodes seppoi est une espèce d'araignées aranéomorphes de la famille des Scytodidae.

## Distribution
Cette espèce se rencontre en Algérie et en Tunisie.

## Description
Le mâle holotype mesure 2,8 mm et la femelle paratype 3,5 mm, les mâles mesurent de 2,1 à 2,8 mm et les femelles de 3,5 à 4,1 mm.

## Étymologie
Cette espèce est nommée en l'honneur de Seppo Koponen.

## Publication originale
- (en) Robert Bosmans et Johan Van Keer, « A new species of Scytodes from Algeria (Araneae: Scytodidae), with a review of the species from the Maghreb », Zootaxa, vol. 3894, no 1,‎ 2014, p. 131-140 (ISSN 1175-5326).